# Salisbury Cathedral from the Meadows
Salisbury Cathedral from the Meadows  is geschilderd door John Constable in 1831, één jaar na de dood van zijn vrouw, Maria. Het werd in 2011 opgehangen in de National Gallery te Londen, in bruikleen van een particuliere collectie. De betekenis werd duidelijk toen Constable negen regels van het gedicht "The Seasons" door de achttiende-eeuwse dichter James Thomson eraan verbond. De regenboog is een symbool van hoop na een storm die volgt op de dood van de jonge Amelia in de armen van haar geliefde Celadon. Constable stelde het schilderij tentoon in de Royal Academy of Arts in 1831, maar bleef eraan werken tussen 1833 en 1834.